# Ross River
Ross River – miejscowość w Kanadzie, w Jukonie. Według danych na rok 2016 liczyła  293 mieszkańców.